# فيك جوريس
فيك جوريس (بالإنجليزية: Vic Juris)‏ هو أستاذ جامعي وعازف جاز أمريكي، ولد في 26 سبتمبر 1953 في جيرسي سيتي في الولايات المتحدة.

## وصلات خارجية
- فيك جوريس على موقع ميوزك برينز (الإنجليزية)
- فيك جوريس على موقع أول ميوزيك (الإنجليزية)
- فيك جوريس على موقع ديسكوغز (الإنجليزية)